# زدراوچتس
زدراوچتس (به بلغاری: Zdravchets) یک منطقهٔ مسکونی در بلغارستان است که در شهرستان کیرکوفو واقع شده‌است.